# 알송
알송(ALSong)은 이스트소프트에서 만든 음악 재생 프로그램이다. 실시간 싱크 가사 보기 기능을 제공하는 것이 큰 특징이며, 압축파일 재생은 물론 재생목록 관리, MP3 플레이어 전송, 다양한 음악방송 청취, 자동 태그 등의 기능을 지원한다. 모바일 버전도 제공하며, 싱크 가사 보기 등 PC와 유사한 기능을 갖고 있다.

## 주요 기능
- 실시간 싱크 가사 보기: 내 PC의 MP3를 재생만 해도, 자동으로 가사가 나오는 싱크가사 서비스로 직접 가사 등록 및 수정도 가능하다.
- 다양한 음악 파일과, 압축 음악 파일 재생: MP3, WAV 뿐만 아니라 CDA, MOD, OGG, WMA, FLAC, APE 등 다양한 음악 파일과 MPU, PLS, ASL 등의 재생목록 파일을 지원한다.압축된 음악 파일에 대한 재생을 지원함으로써 압축 파일을 풀지 않고도 음악을 감상이 가능하다. (지원 포맷: ZIP, ALZ, RAR, EGG)
- 강력한 이퀄라이저: 일반적으로 사용되는 7밴드 이퀄라이저가 아닌 10밴드 이퀄라이저와 다양한 PRESET을 통해 사용자 각자의 취향에 최적화된 음악을 감상할 수 있다.
- 입체 사운드 효과: '입체음향', '웰빙', '와이드', '라이브' 효과를 선택하여 풍부한 사운드를 강상할 수 있다.
  - 입체 사운드 효과 XEN(센)은 입체음향 오디오 전문회사 ㈜이머시스의 기술력을 통해 제공된다.
- 다양한 스킨제공: 블랙펄, 파스텔, 팔레트 등 원하는 스킨을 선택하여 사용할 수 있으며 색상, 채도 설정을 직접 조정하여 원하는 색깔로 알송을 꾸밀 수 있다.
- 음악방송: 샤우트캐스트 방식의 음악 방송을 지원하여 나만의 음악 방송국을 만들 수 있다. 알송으로 방송하는 음악 방송 목록, 라디오 방송 목록을 제공하며, 인터넷 음악방송 전문 세이캐스트와 인라이브에서 제공하는 인기방송도 알송에서 청취할 수 있다.
- 어학기능: 재생속도 조절, 키 조절, 역재생 기능과 구간 반복 기능을 제공한다.

## 부가 기능
- 아이폰 음악 가져오기: 아이폰 / 아이팟터치의 음악 파일을 내 컴퓨터에 옮겨 저장할 수 있다.
  - iTunes 9.0 이상 설치, 아이폰/ 아이팟터치 SW 버전 3.0 이상에서 이용 가능
- 폰꾸미기: 인터넷에서 유료로 통화연결음, 벨소리를 다운받거나, MP3 파일을 이용해 사용자가 직접 벨소리 파일(*.mmf)을 만들 수 있으며, 알송에서 재생 중인 음악을 통화연결음, 라이브 벨, 동영상 벨, 폰 노래방 등으로 설정할 수 있다.
  - 단, 저작권에 문제가 되는 음악파일은 사용하지 않도록 권고하고 있다.
- 알송 모드 변경: 알송의 편리한 기능을 하나의 창에서 즐길 수 있는 '통합모드'와 분리된 창으로 사용할 수 있는 '분리모드'를 제공하여 취향과 용도에 따라 선택, 사용할 수 있다.
- 재생목록 관리 기능: 자주 듣는 음악, 앨범별, 가수별, 장르별로 재생목록을 만들어 정리, 관리할 수 있다.
- 자동태그 기능: 태그를 직접 수정할 필요없이 간편하게 태그를 추가할 수 있다.
- 폴더보기옵션: 재생목록을 폴더 보기/파일 보기 중 편리한 목록 구조로 사용할 수 있으며 폴더 보기 구조 그대로 재생목록으로 만들어 관리할 수 있다.
- 데스크톱 가사창: 윈도 바탕화면에 가사 표시창을 보여주는 데스크톱 가사 표시 기능을 지원한다.
- 알송 리모콘: 알송을 최소화시켜도 작업 표시줄에서 알송의 모든 기능들을 사용할 수 있다.
- 투명도 설정: 투명도 조절로 다른 창과 겹쳐도 방해되지 않는 투명한 알송을 제공한다.
- BASS 모듈 사용: BASS 모듈 사용으로 고음은 물론 강력한 중,저음을 느낄 수 있다.
- 녹음 기능: 마이크, 인터넷 음악/방송/강의, 동영상/오디오 파일, 게임 등 컴퓨터에서 나는 모든 소리를 녹음할 수 있다.